# A Sleepin’ Bee
«A Sleepin’ Bee» — песня, написанная Гарольдом Арленом на слова Трумена Капоте. Она была представлена в мюзикле «Дом цветов» (1954) в исполнении Дайанн Кэрролл. В то время как сам мюзикл потерпел неудачу, песня стала стандартом американского песенника.
Барбра Стрейзанд назвала её своей любимой песней, записала несколько раз и исполнила в своем дебюте на национальном телевидении в апреле 1961 года в «Шоу Джека Паара».
Исполнение песни Мэлом Торме в Mel Tormé Swings Shubert Alley было названо «решающим» изданием The Penguin Guide to Jazz.

## Избранные исполнения
- Джули Эндрюс — Broadway’s Fair Julie (1962)[5]
- Тони Беннетт — Tony Sings for Two (1961)[6]
- Джун Кристи — Off-Beat (1960)[7]
- Билл Эванс — Trio 64 и Montreaux Jazz Festival[8]
- Кэрол Лоуренс — Tonight at 8:30 (1960)[9]
- Кармен Макрей — Something to Swing About (1960)[10]
- Джесси Норман — With a Song in My Heart (1990)[11]
- Леонтина Прайс — Leontyne Price and Andre Previn (1967)
- Барбра Стрейзанд — The Barbra Streisand Album (1963)[12]
- Мел Торме — Mel Tormé Swings Shubert Alley (1960)[13]
- Нэнси Уилсон — Nancy Wilson/Cannonball Adderley (1961)[14]